# Exocentrus kleebergi
Exocentrus kleebergi är en skalbaggsart som beskrevs av Holzschuh 2003. Exocentrus kleebergi ingår i släktet Exocentrus och familjen långhorningar.
Artens utbredningsområde är Nepal. Inga underarter finns listade i Catalogue of Life.